# 细弱栒子
细弱栒子（学名：Cotoneaster gracilis）为蔷薇科栒子属的植物，为中国的特有植物。分布于中国大陆的湖北、甘肃、陕西、四川等地，生长于海拔1,000米至3,000米的地区，常生长在山坡和河滩地灌丛中，目前尚未由人工引种栽培。
其种加词来源于拉丁文“gracilis”，意为“纤细的”。

## 别名
细弱灰栒子（华北经济植物志要）